# 津軽の太鼓

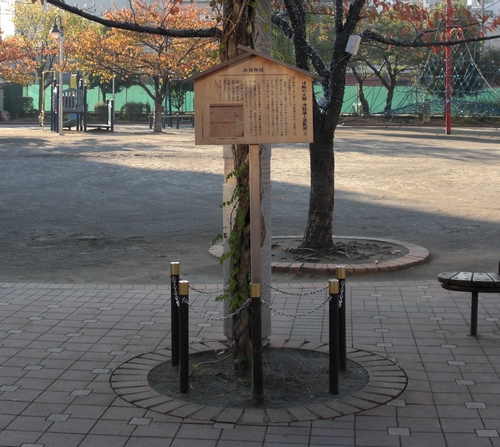
東京都墨田区の緑町公園。津軽越中守の屋敷跡で、現在では伝承を記した看板が立てられている。

津軽の太鼓（つがるのたいこ）は、本所（東京都墨田区）を舞台とした本所七不思議と呼ばれる奇談・怪談の１つ。全エピソードの中でも最も怪異な起伏が少なく、七不思議から省かれることもある。

## 概要
江戸時代の頃の本所に所在した弘前藩津軽越中守の屋敷には火の見櫓があった。しかし通常火の見櫓で火災を知らせるときは板木を鳴らすのだが、なぜかこの屋敷の櫓には板木の代わりに太鼓がぶら下がっており、火事の際には太鼓を鳴らした。なぜこの屋敷の櫓だけが太鼓だったのかは誰も知らない。
他には越中守屋敷の火の見櫓の板木を鳴らすと太鼓の音がするという物語も存在する。
ちなみに弘前藩主家分家である黒石津軽家当主の津軽著高と弘前藩主家相続前に黒石津軽家当主であった津軽寧親が本所深川火事場見廻役を勤めている。